# Меллиюн
Партия Меллиюн (перс. حزب ملیون‎, ром.: Ḥezb-e Melliun; букв.: Партия миллионов, другое название: Партия националистов) — монархическая националистическая консервативная политическая партия в Иране эпохи Пехлеви и партия правительственного большинства с 1957 по 1960 год. Основана в 1957 году  по приказу шаха, решившего по примеру США создать двухпартийную систему.

## История
Зимой 1957 года 64-й премьер-министр Ирана Манучехр Эгбал предпринял первые шаги к созданию новой партии, которая должна была стать опорой шахского режима и правительства. Собралось около двухсот человек, среди которых были сенаторы и депутаты меджлиса, представители интеллигенции: университетские профессора, врачи и инженеры. Программа новой партии была построена на принципах лояльности к шахской власти и необходимости преобразования общества, при этом упор делался на индустриализации и ускорении экономического развития. Главным оппонентом «Меллиюн» в рамках создававшейся системы стала созданная в том же году либеральная Народная партия (Мардом).
Название партии было преднамеренно выбрано таким образом, чтобы сбить с толку общественность, поскольку термин «Меллиюн» (букв. «Националисты») уже использовался для обозначения членов оппозиционного Национального фронта и других последователей свергнутого в 1953 году премьер-министра Мохаммеда Моссадыка.
Лидером партии стал Манучехр Эгбал, генеральным секретарём — Носратолла Каземи (1908—1996), врач, поэт, писатель, оратор и политик.
Главной задачей Партии «Меллиюн» было проведение серии реформ, задуманных шахом и известных под названием «Белая революция». Первой из них должна была стать аграрная. Но в ходе дебатов в Меджлисе в 1960 году проект аграрной реформы был настолько изменён депутатами, в том числе и от «Меллиюн», что в 1961 году правительство Али Амини распустило меджлис. Разочаровавшись в управляемой двухпартийной системе, шах провёл задуманные им реформы через референдум. Партия «Меллиюн» формально просуществовала до 1963 года, когда её сменила новая партия, «Иране новин (Новый Иран)», созданная по указанию шаха.

## Участие в выборах
| Выборы | Места      | +/− | Ист.   |
| ------ | ---------- | --- | ------ |
| 1956   | 71 из 136  | н/д | [ 11 ] |
| 1960   | 104 из 200 | н/д | [ 12 ] |
| 1961   | 75 из 200  | ▲ 4 | [ 11 ] |

## Меллиюн-е-Иран
В 1940-х годах в Иране действовала связанная с германской разведкой организация «Меллиюн-е-Иран» («Националисты Ирана»), объединявшая прогермански настроенных «иранских и германских националистов во имя борьбы с „русским большевизмом“ и „британским империализмом“». В состав руководящего комитета входили такие известные деятели как Мохаммед Вазири, генералы Сеид Нагибзаде, Хоссейн Нейванди, Сеид Аболь Касем Кашани и Ахмед Намдар, представлявший генерала Захеди, ряд депутатов меджлиса во главе с Хабибуллой Новбахтом, несколько крупных помещиков и ханов южных кочевых племён.